# گرابه (استان لهستان بزرگ‌تر)
گرابه (به لهستانی:  Graby) یک روستا در لهستان است که در گمینا چرنگیوو واقع شده‌است.